# オーレンシュタイン・ウント・コッペル

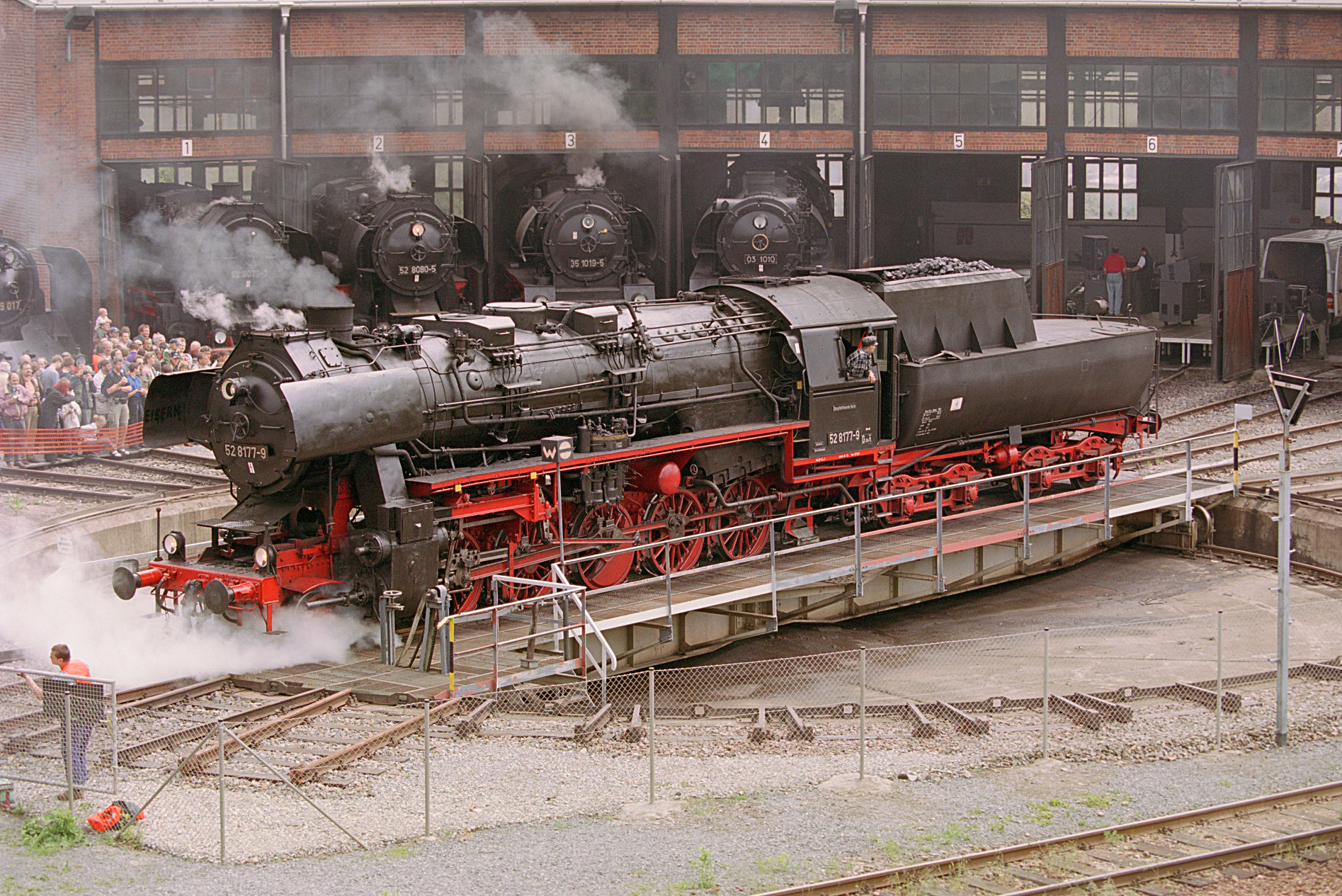
O&K社製造のドイツ国鉄52形蒸気機関車

オーレンシュタイン・ウント・コッペル (Orenstein & Koppel OHG) はプロイセン王国（現在のドイツ）の主要な製造工業会社の内の一つであり、通常 O&K と略される。日本語ではコッペルとも略される。同社は1876年4月1日、ベルリンにおいてベンノ・オーレンシュタインとアルトール・コッペルにより設立された。
創業当時は一般的な機械メーカーであったが、創業後の早い段階で主に鉄道車両の製造を開始した。同社はそのほかに重機とエスカレーター等を製造していた。しかし同社は1981年に鉄道事業から撤退し、1996年にはエスカレーター製造部門をフィンランドのコネ社に売却し主に建設機械製造に専念することとなったが、建設機械事業部門は最終的にフィアットグループに売却されることとなり、2006年、ベルリン工場はその歴史に幕を閉じた。

## 会社設立の経緯と鉄道事業

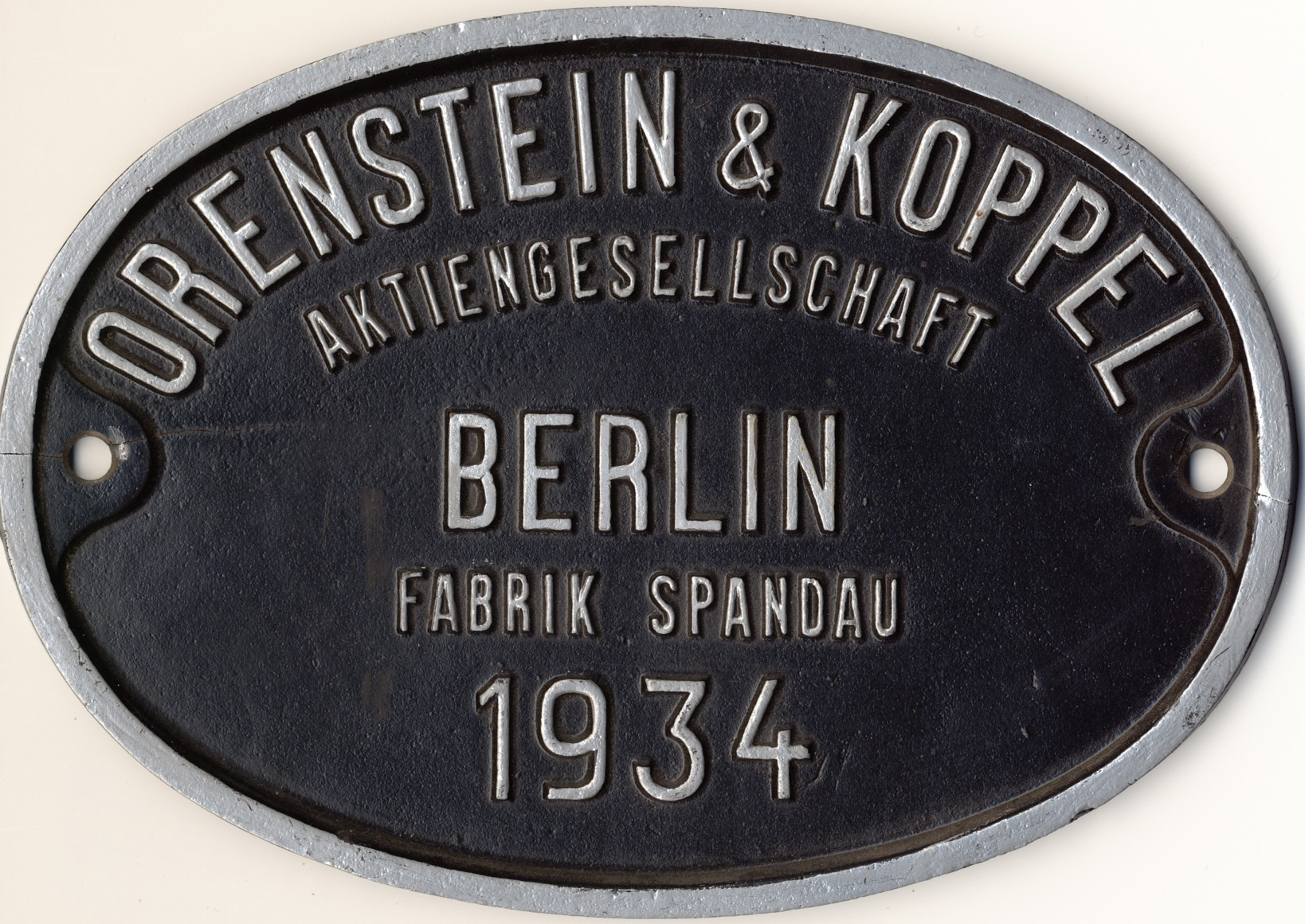
O&K社の製造銘板

オーレンシュタイン・ウント・コッペル社、略称 O&K社は初めて鉄道網建設分野に参入した機械製造会社で、創業当初は機関車（蒸気機関車）等を盛んに製造し、後には貨車、客車、そして取り分け建設用掘削機の製造に着手した。さらに貨物船はもとより、地均し機、積み下ろし用クレーン車、エスカレータ、変速機、フォークリフトトラック、圧搾機、無限軌道車、ダンプトラック、高速輸送路線、トラクター、ロードローラー等製造分野は広きに渡り、旅客定期船や船舶積み下ろし用クレーンの製造、造船業までにも及ぶこととなる。同社はドイツにも生産拠点を所有しており、世界中に広がる営業網により高い輸出率を誇った。（日本には、1910年代に、当時開業ブームが起こっていた軽便鉄道用機関車が多く輸出された）
O&K社の工場は初めベルリン郊外のユンゲルサールで設立され、その後ヴィルヘルム2世統治下のドイツ帝国軍にフェルドバーン、すなわち軽便鉄道用機関車を納入するために拡張し、さらには様々な鉄道設備を軍隊に供給することとなった。同様にユンゲルサールにおいて新規参入会社も軽便鉄道用機関車を製造し、その中でランダーバーネン、すなわちドイツ連邦鉄道に納入を行っていた1892年創業のマリキ機関車製作所でも軍用機関車を製造していた。その後 O&K社はバベルスベルクとノルトハウゼンにおいても新しい工場が建設した。また、創業時にユンゲルサールに建設した工場の製造許容量が限界に迫っていたため、製造所はポツダム周辺へ移転した。

## 土木重機の製造
20世紀に入って O&K社は蒸気と鉱油エンジン推進の大型チェーン式切断機を製造した。当初は木製であったが1904年以降には完全に鉄製のものとなった。このほかにも O&K社は固い土壌での作業用に鉄道用切断機も製造した。1922年には同社初となる無限軌道、即ちキャタピラ式蒸気動力ショベルカーの製造に成功した。しかし1926年から需要の増加に従って蒸気エンジンはより効率の良いディーゼルエンジンに取って代わられることとなった。
O&K社はケロシンエンジン製作会社を合併吸収し、ケロシンエンジンを O&K社の商標の元で販売することとなった。また第一次世界大戦のさい、O&K社はドイツの国家目標達成の為には不可欠であった様々な大きさのエンジンや車両を製造した。因みに奇妙なことではあるが、東部戦線においては戦闘員全員が軌間600mmの狭軌を使用していた。
1918年11月ドイツ帝国が崩壊したことにより、戦勝国側は終戦時のヴェルサイユ条約に基づき軍用軽便鉄道用機関車を接収し、ドイツは製造産業と軍隊規模に非常な制約を課されることとなった。
この条約によって輸出産業は大打撃を受け、O&K社は1925年の終わりから3か月の間操業を停止することとなった。しかし、取引状況は改善し、1935年までには5,299台の機関車を製造し、1942年1月の最後の納入までに総計9,371個の部品を出荷した。
1930年代にはタイプ50シリーズの蒸気機関に加え、狭軌用機関車の他に標準軌の車両も製造された。この際に製造された最先端のディーゼル機関と国有鉄道会社であったドイツ国営鉄道 (DRG) に納入された44形および50形蒸気機関車は製造当時非常に赫々たるものであった。

## 第二次世界大戦におけるナチス統治期
O&K 社はベルリン東部シュパンダウの工場でドイツ東部の褐炭鉱山での作業用のケーブル制御のパワーショベルと大型パワーショベルカーを製造した。しかしアドルフ・ヒトラー率いるナチスが行ったいわゆるアーリア化政策の中で、1935年 O&K社とその関連会社の株式は強制的に売却された結果、1941年 O&K社は政府の信託理事会の管理下におかれバベルスベルクの工場は接収され改名されることとなった。オーレンシュタイン・ウント・コッペルという名称は存続したものの、その後略語として "MBA" が広く一般に用いられた。
ベルリンへの大空襲による破壊を乗り越え、当時の工場の生産責任者であったアルベルト・シュペール (Albert Speer) は工場とその製造分野を見直し、終戦まではベルリンにおいて蒸気機関の製造が行われることはなかった。そして工場、製造施設、また既に製造段階にあった421台の蒸気機関車を含めた機器を戦火から逃すため、O&K社の設備は全てプラハに移転した。
第二次世界大戦中に O&K社は52形蒸気機関車を400台製造しているが、それがバベルスベルクで生産されたのかそれともノルトハウゼンで製造されたかは未だ判明していない。
第二次世界大戦終結後ノルトハウゼンの工場は閉鎖し、ドイツ民主共和国、いわゆる東ドイツ時代、O&K社は社名を VEB社と改名した。ノルトハウゼンにおける重機の製造を再開し、ケーブル制御のパワーショベルが再び製造されることとなった。

## 東ドイツ時代
1946年までにバベルスブルクでの蒸気機関車製造は再開し、その1年後に戦後初めて蒸気機関車を納入することとなる。1948年には鉄道設備、建設機器製造部門が "LOWA" ブランドとして政府系企業に売却され、後にバベルスブルクにおいて「LOWA・プラント・カール・マルクス」、略称 "LKM" と社名を変更することとなった。LKM社は東ドイツ向けのV180等の大型ディーゼル機関車製造部門全てを引き継ぎ、1950年代後半までに東ドイツ向けにおよそ4160機、大体半々の割合で狭軌の蒸気機関車とディーゼル機関車を製造した。 1960年代初めに蒸気機関車の製造を停止した後、液体式ディーゼル機関車と貨物車用機関車の製造に注力することとなった。約30年間の製造の中で LKM 社はバベルスブルクの工場で凡そ7760台の機関車を製造し、その内の3分の1は輸出された。蒸気機関車は1969年を最後に製造を停止した。

## 経営の多様化と東ドイツでの製造の終焉
1976年、V60D形ディーゼル機関車の納入を最後にディーゼル機関車の製造から撤退し、1964年以後は部分的に空調・冷却設備製造に参入した。その後鉄道設備部門などは分離独立することとなり、鉄道部門はベルリンでボンバルディア社が引き継ぐこととなった。今日はバベルスブルクの工場は工業団地の一部となっている。西ドイツにおいては1949年「オーレンシュタイン・ウント・コッペル AG」という名称の元、製造を再開した。その後 O&K AG社は1950年「リューベック・クレーン・カンパニー」と合併した。当初ベルリンに本社を構えていたが、1961年のベルリンの壁建設後ドルトムントに移転した。1970年代中ごろまで O&K AG社は順調に成長を続けていった。1972年当時は西ベルリン、ドルトムント、ハーゲン、ハッチンゲンとリューベックに5つの工場を有しており、ボーフムにおいて予備部品交換のアフターサービスを行った。また、世界中に24の代理店を保有、8530人の従業員を雇用しており、金額に兌換すると6億2200万ドイツマルク、2008年現在日本円に換算すると450億円相当であった。輸出率は31%にのぼり1972年当時、表示資本額と積立金はそれぞれ1000万ドイツマルク、日本円前述年換算で約7億2500万円保有していた。
1949年から同社はおもに鉄道車両の製造、建設作業機器、そして取り分け掘削機の製造に注力していた。1961年、O&K社はヨーロッパで初めての油圧式掘削機を製造し、その後55000機もの掘削機を製造した。100トンを超えるものも700機以上あり、その中にはRH400というエンジン効率2984キロワット、即ち4055馬力、シャベルの容量52立方メートルの世界最大の掘削機もあった。この機種は名称はそのままにゼネラルモーターズ系列の建機メーカーであるテレックスに、その後テレックスの重機部門を買収したビュサイラス・エリーに引き継がれ、2021年現在は2011年にビュサイラス・エリーを買収したキャタピラーが6090の名称で製造販売している。O&Kの油圧ショベルはブーム部分の油圧シリンダーにT字型のパーツが取り付けられており、それはキャタピラーの6090にも見られ、O&Kの系譜を受け継いでいることを示す大きな特徴である。
O&K 社はこの他にもエスカレーターを製造していた。

## ギャラリー

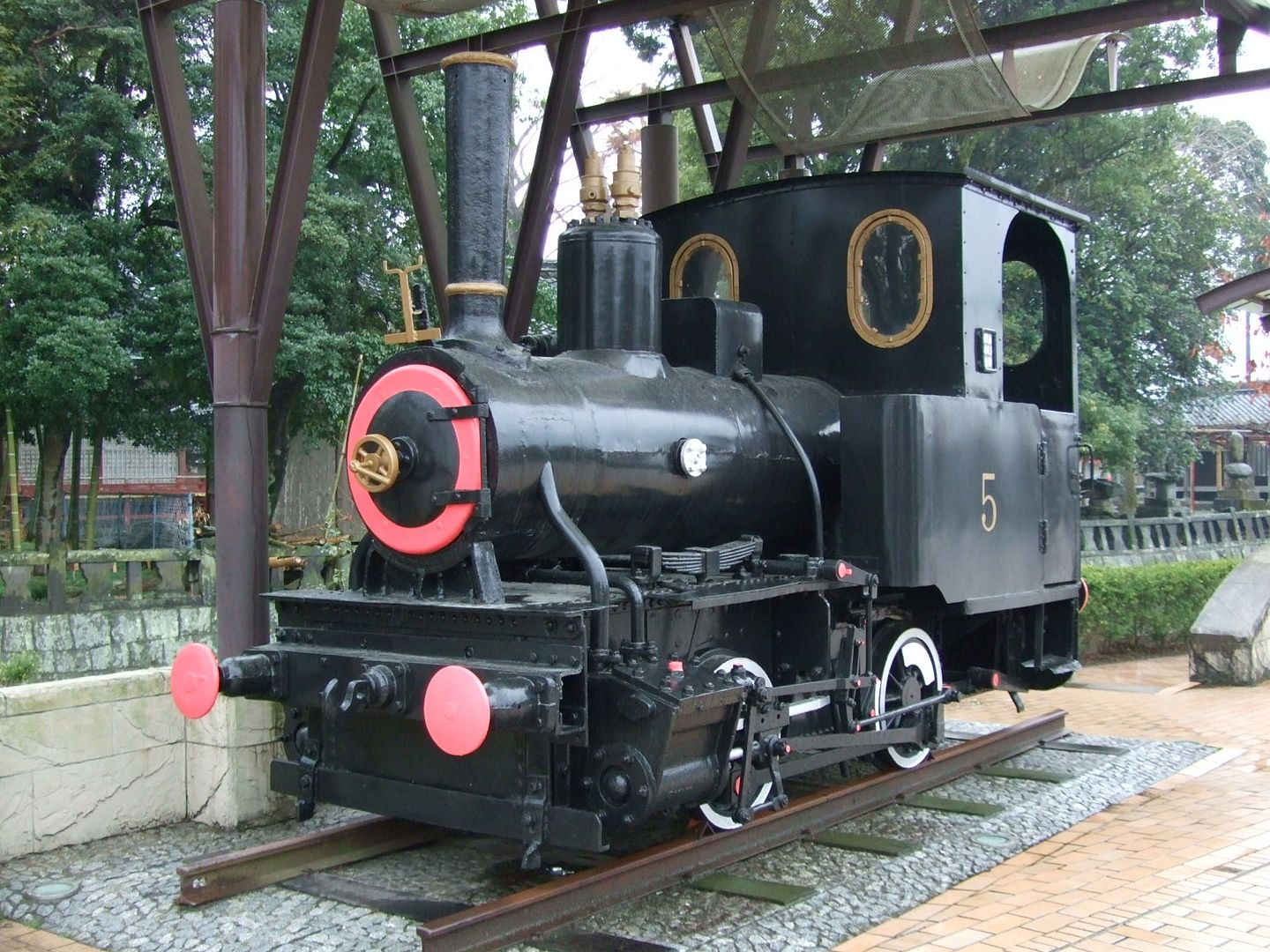
西日本鉄道4号機関車（1911年製）
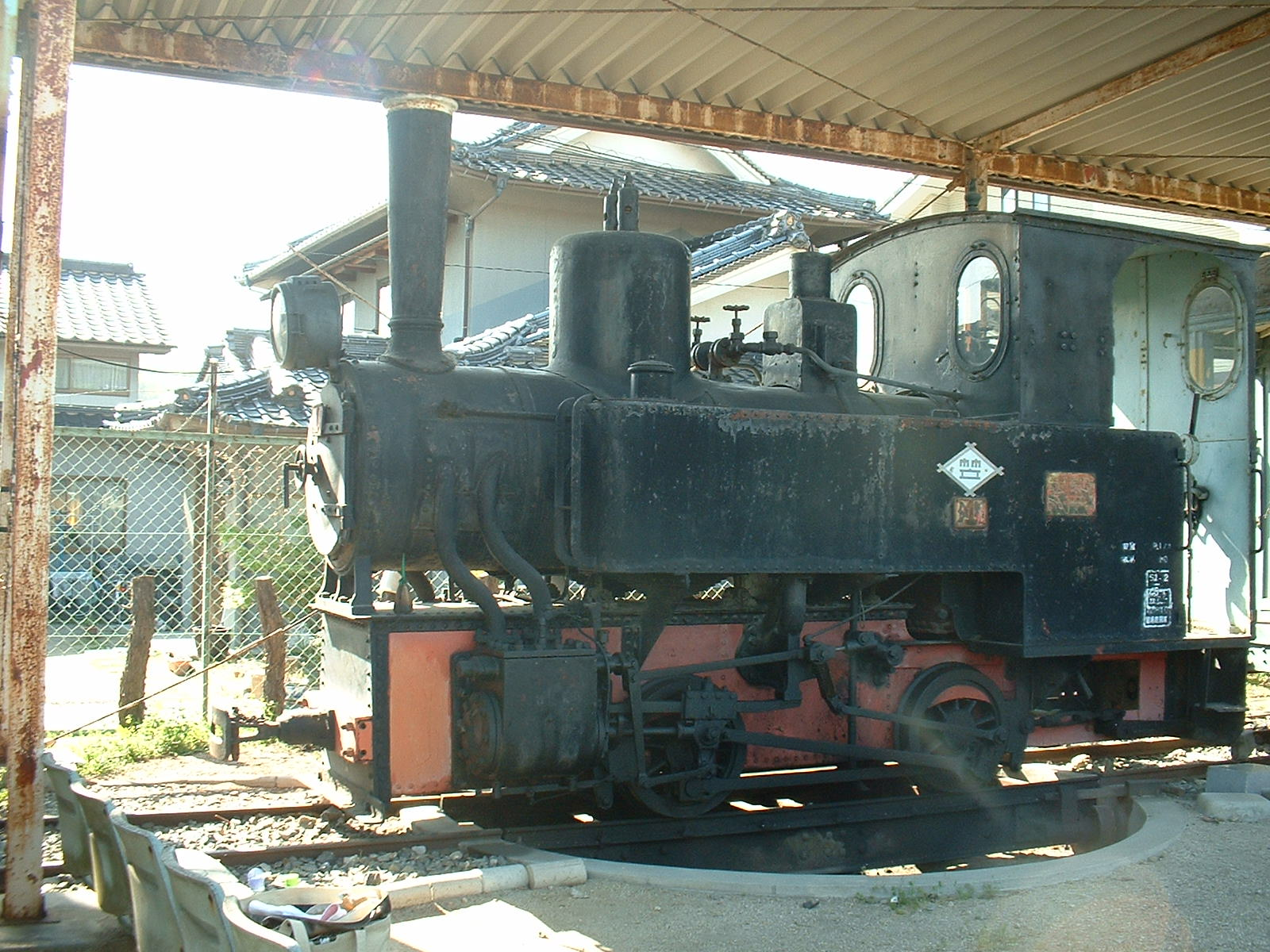
井笠鉄道1号機関車（1913年製）
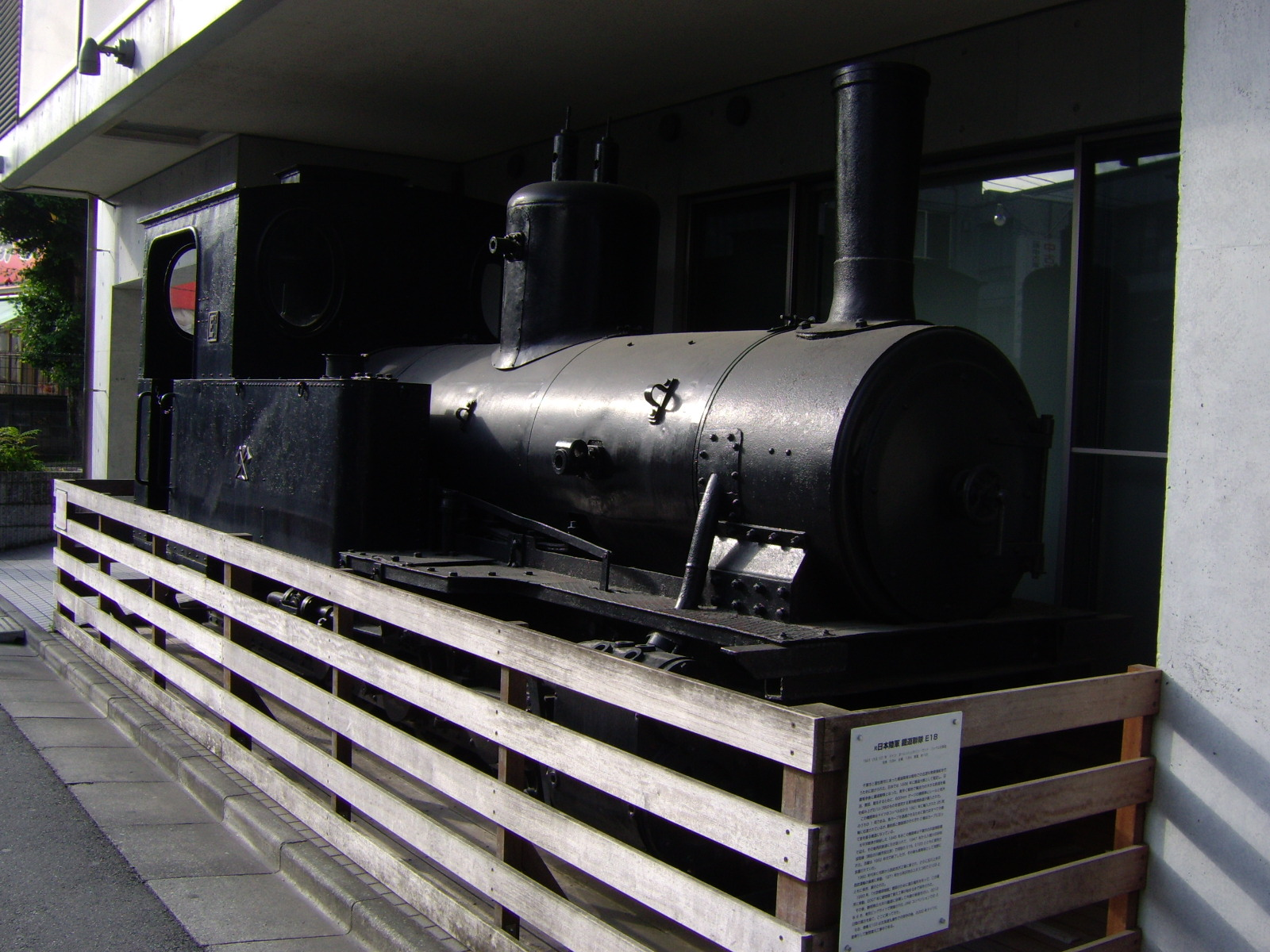
日本陸軍E18形蒸気機関車